# سميسم
السُّمَيْسِم أو الكالونا[بحاجة لمصدر] أو جلنج أو حشيشة المكنسة (الاسم العلمي: Calluna) هي جنس وحيد النوع من النباتات يتبع فصيلة الخلنجية من الرتبة الخلنجيات.